# ASB Classic 2008
L'ASB Classic 2008 è stato un torneo di tennis giocato sul cemento. 
È stata la 23ª edizione del ASB Classic, che fa parte della categoria Tier IV nell'ambito del WTA Tour 2008. 
Si è giocato al ASB Tennis Centre di Auckland in Nuova Zelanda, dal 31 dicembre 2007 al 5 gennaio 2008.

## Campioni

### Singolare
Lindsay Davenport ha battuto in finale  Aravane Rezaï, 6–2, 6–2

### Doppio
Marija Korytceva /  Lilia Osterloh hanno battuto in finale  Martina Müller /  Barbora Záhlavová-Strýcová, 6–3, 6–4